# FIR (Felgenhersteller)

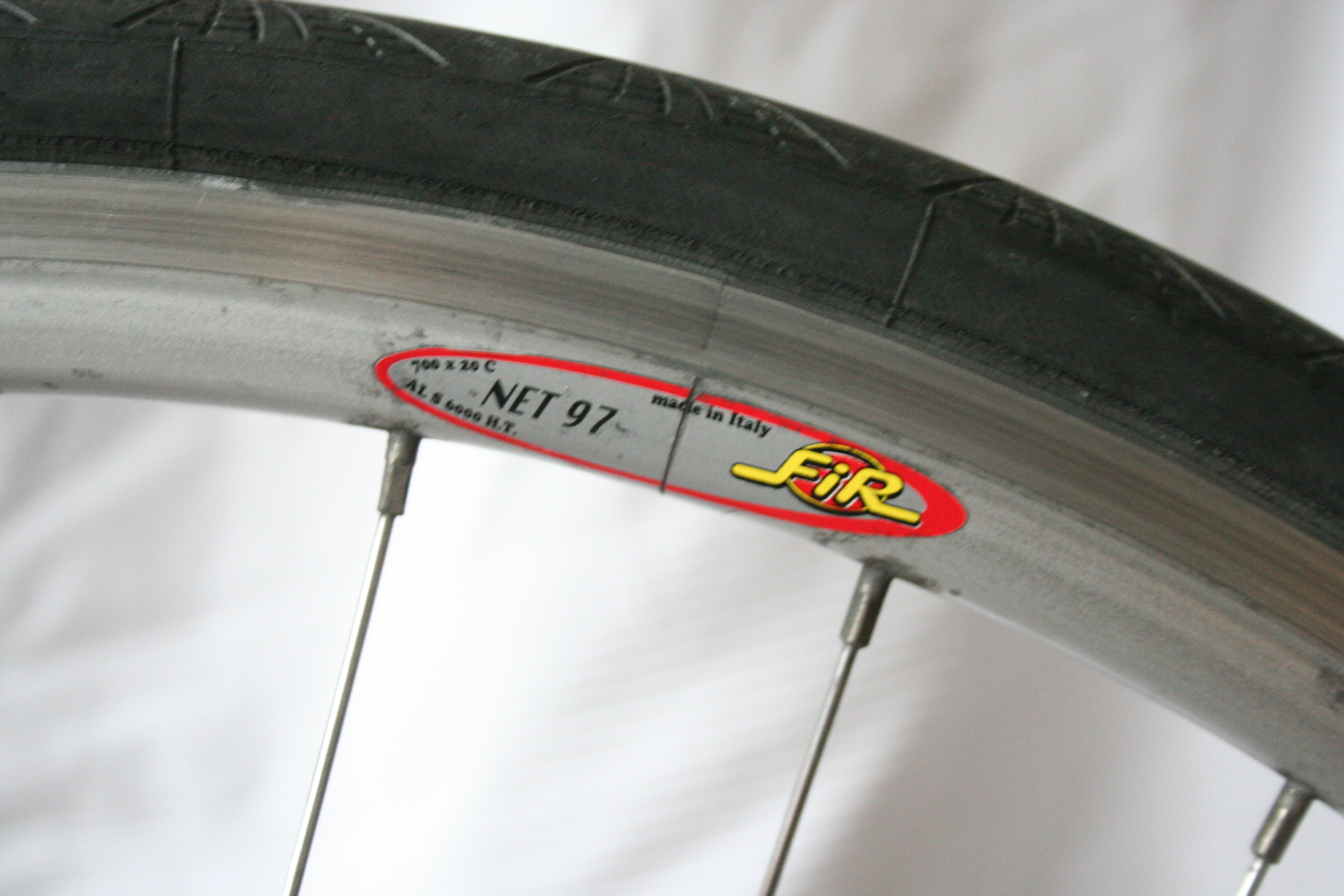
FIR-Felge

Fabbrica Italiana Ruote – FIR ist ein italienischer Hersteller von Fahrradfelgen aus Riese Pio X.
1956 gründeten die Arrigoni-Brüder die Firma FIR in Boltiere (Bergamo). In den 1960er-Jahren ließ die Firma ihre Felgen von professionellen Radteams testen. Als erstes Unternehmen nutzte FIR 1980 kohlenstofffaserverstärkten Kunststoff für den Laufradbau und führte das Aru-System ein.

## Sportliche Erfolge mit FIR-Felgen
- 1987: Sieg des Giro d’Italia und der Tour de France mit Stephen Roche
- 1991: World Championship Downhill
- 1993: World Championship XC
- 1995: World Championship, World Cup, Paris-Roubaix road racing
- 1996: World Championship, World Cup, Paris-Roubaix road racing
- 1997: Giro d’Italia

Mario Cipollini fuhr mit FIR-Laufrädern.